# Lapsias ciliatus
Lapsias ciliatus är en spindelart som beskrevs av Simon 1900. Lapsias ciliatus ingår i släktet Lapsias och familjen hoppspindlar. Inga underarter finns listade i Catalogue of Life.